# Zimtwanze
Die Zimtwanze (Corizus hyoscyami) ist eine auffällig rot-schwarz gefärbte Wanze (Heteroptera), die zur Familie der Glasflügelwanzen (Rhopalidae) gehört. Diese Wanzen weisen einen leichten Zimtgeruch auf – daher die deutsche Bezeichnung.

## Verbreitung und Lebensräume
Die Zimtwanze ist in weiten Teilen Europas und Asiens verbreitet. Sie bevorzugt sonnige und trockene, blütenreiche Ruderalflächen und ist dort vergleichsweise häufig anzutreffen. Zuweilen sind die Tiere in Gärten zu beobachten.

## Merkmale und Lebensweise

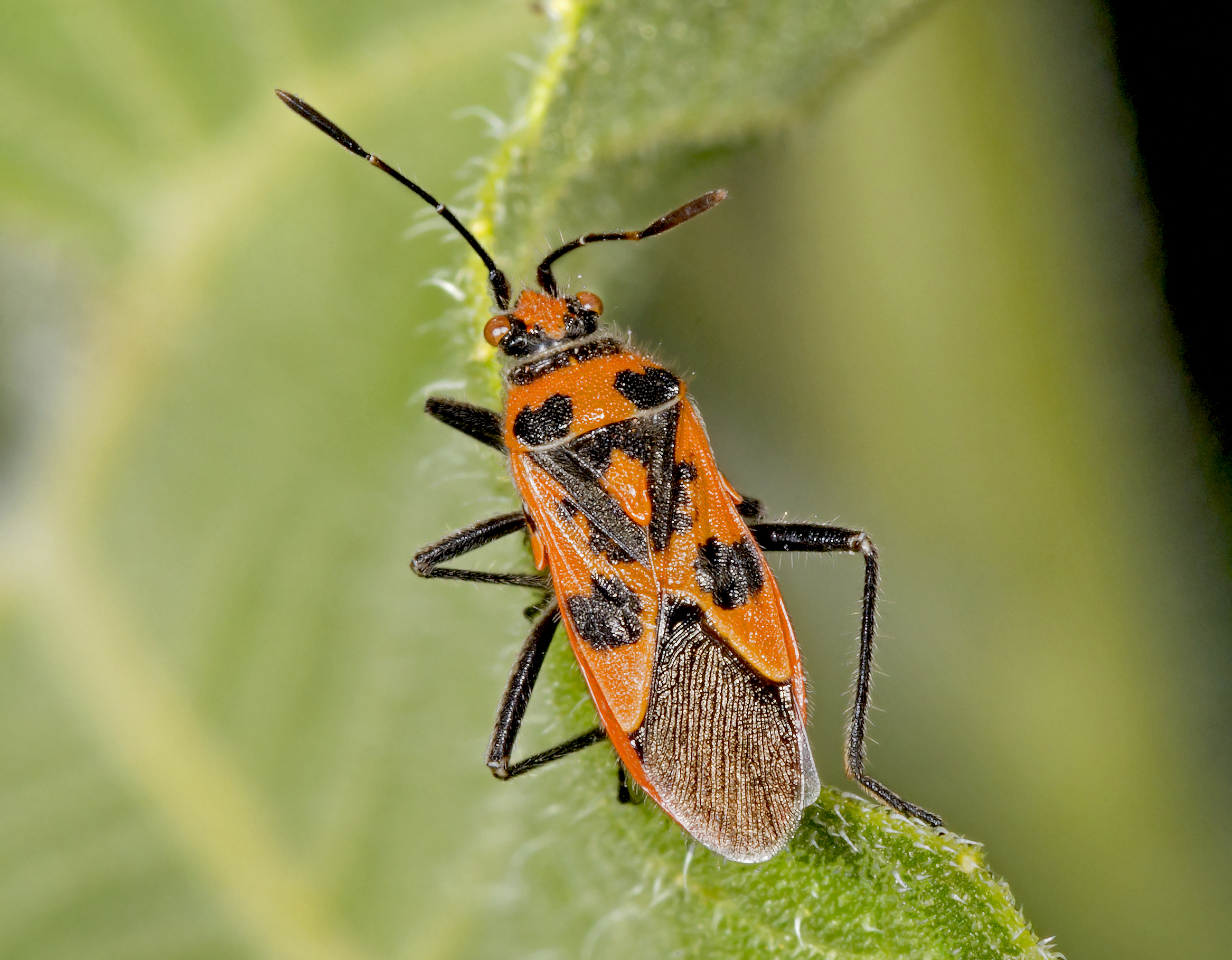
Zimtwanze (Corizus hyoscyami)

Die Zimtwanze erreicht Körperlängen zwischen 10 und 12 Millimetern. Obwohl sie zu den Glasflügelwanzen zählt, sind im Gegensatz zu den meisten Vertretern dieser Familie ihre Halbdecken (Hemielytren) weder zwischen den Adern des Corium durchscheinend, noch sind ihre Membrane (die häutigen Teile der Vorderflügel), hyalin oder glasklar. Sie trägt eine auffallende rote Warntracht mit charakteristisch angeordneten schwarzen Flecken. Die Stirn (Frons) ist rot, die Facettenaugen schwarz. Der Halsschild (Pronotum) zeigt an der Basis zwei schwarze Flecke und vorne einen schwarzen Rand. Das Schildchen (Scutellum) ist nur an der Spitze rot. Die Vorderflügel tragen mittig zwei markante schwarze Flecke. Die Membran ist schwärzlich und verfügt über mehr als 20 Längsadern. Die Fühler sind ebenso schwarz wie die Beine. Die Tiere sind auf der Körperoberseite dicht behaart.
Zimtwanzen ernähren sich von Pflanzensäften. Sie saugen vorwiegend an Früchten und Samen von Korbblütlern (Asteraceae) und Königskerzen (Verbascum). Die Tiere überwintern im Erwachsenenstadium in der Bodenstreu und unter Pflanzen. Ab Mai erfolgt die Paarung und die Eiablage vorwiegend an Korbblütlern. Die erwachsenen Tiere der neuen Generation sind ab September zu beobachten.
Die Art kann leicht mit der Ritterwanze (Lygaeus equestris) oder der Gemeinen Feuerwanze (Pyrrhocoris apterus) verwechselt werden. Beide Arten gehören jedoch in andere Verwandtschaftsgruppen und sind nicht behaart. Ferner ist ihr Zeichnungsmuster deutlich von jenem der Zimtwanze verschieden.